# Augustin Ioan
Marian Augustin Ioan (n. 5 martie 1965, Dorobanțu, Tulcea) este un arhitect, profesor universitar și scriitor român. A proiectat noua Catedrală Arhiepiscopală din Curtea de Argeș.